# Dwór w Goślinowie
Dwór w Goślinowie – dwór wybudowany w XVIII w., w miejscowości Goślinów.
Dwór położony we wsi w Polsce, w województwie dolnośląskim, w powiecie legnickim, w gminie Miłkowice.

## Historia
Piętrowy zabytek, nakryty dachem czterospadowym z lukarnami, wybudowany w stylu klasycystycznym na planie prostokąta od strony parku posiada balkon podparty sześcioma kolumnami. Zabytek jest częścią zespołu dworsko-folwarcznego, w skład którego wchodzą jeszcze: folwark z zabudową w słabym stanie technicznym; murowaną lub o konstrukcji szkieletowo-szachulcowej; posiadającą podmurówkę z ciosów piaskowcowych, niektóre też piaskowcowe obramienia okien i drzwi; zaniedbany park z poszyciem i młodniakiem brzozowym w zachodniej części; część starodrzewu, w tym wiele dębów wycięto; ogrody położone poza terenem zespołu i gminy na południowy zachód od dworu; pozostały z nich jedynie dwa fragmenty muru okalającego zespół.